# 1260 (skateboard)
Il 1260, da leggersi con la pronuncia inglese twelve-sixty, è un trick della disciplina dello skateboard che consiste in 3½ rotazioni (o, appunto, una rotazione di 1260°) effettuate mentre si è in aria. Venne completato per la prima volta nel 2019 dallo skater statunitense Mitchie Brusco, che lo eseguì su una mega ramp. Questo trick non è stato mai effettuato su una rampa vert classica.

## Tentativi riusciti

### Sumega ramp
- Mitchie Brusco, 3 agosto 2019, X Games 2019, MegaRamp di Minneapolis (MN), Stati Uniti.[4]